# Chocoripeyes
Chocoripeyes (Chocoripeyes?) è il quattordicesimo singolo della rock band visual kei giapponese Vidoll. È stato pubblicato il 26 ottobre 2005 dalla label indie UNDER CODE PRODUCTION.

## Tracce
Tutti i brani sono testo e musica dei Vidoll.

Dopo il titolo è indicata fra parentesi "()" la grafia originale del titolo.
1. Chocoripeyes (Chocoripeyes?) - 4:12
2. IIDK[1] (IIDK?) - 5:19

## Altre presenze
- Chocoripeyes:
  - 01/01/2006 - Deathmate

## Formazione
- Jui - voce
- Shun - chitarra
- Giru - chitarra
- Rame - basso
- Tero - batteria, pianoforte